# Boubacar Traoré
Boubacar Traoré (ur. 17 grudnia 1946 w Dakarze) – senegalski koszykarz, reprezentant kraju, dwukrotny olimpijczyk.
Uczestnik IO 1968 i IO 1972. Łącznie podczas tych turniejów wystąpił w 16 meczach (z 17), w których zdobył 95 punktów (74 w Meksyku i 21 w Monachium). W Meksyku popełnił 20 przewinień, zaś w 1972 roku 16. Ponadto w Monachium uzyskał 12 zbiórek (w tym 4 ofensywne i 8 defensywnych). Na swoich pierwszych igrzyskach był drugim najlepiej punktującym senegalskim koszykarzem (lepszy był tylko Babacar Seck).
Na obu imprezach zajął wraz z drużyną 15. miejsce. Te dwa turnieje przebiegały dla Senegalu podobnie, przegrywali bowiem wszystkie siedem meczów grupowych i grali w turniejach o miejsca 13–16. Spotkania o miejsca 13–14 przegrywali, więc jako pokonani grali na obu turniejach o przedostatnie miejsce. W Meksyku wygrali z drużyną Maroka (42–38), zaś w Monachium wygrali z Egipcjanami walkowerem (mecz o przedostatnie miejsce się nie odbył, gdyż mająca w nim grać drużyna Egiptu wyjechała z Niemiec przed zakończeniem turnieju (w związku z masakrą izraelskich sportowców)).